# Dawn of Chromatica
Dawn of Chromatica – kompilacja remiksów amerykańskiej piosenkarki Lady Gagi, która została wydana 3 września 2021 roku. Album zawiera miks piosenek z szóstego albumu artystki pt. Chromatica. 
Celem Gagi było udzielenie wsparcia młodszym, wschodzącym artystom. Wśród muzyków występujących w remiksach są Arca, Rina Sawayama, Pabllo Vittar, Charli XCX, Ashnikko, Shygirl, Dorian Electra i Bree Runway.
Krążek zadebiutował na 66. miejscu listy Billboard 200. W pierwszym tygodniu rozszedł się w 11 tysiącach egzemplarzy. Debiutował także na pierwszym miejscu notowania Dance/Electronic Albums, powiększając rekord piosenkarki do siedmiu albumów na szczycie zestawienia. Dawn of Chromatica pobił również rekord Spotify, z ponad ośmioma milionami odtworzeń w dniu ukazania się, krążek zaliczył tym samym najlepszy debiut w historii tej platformy spośród albumów z remixami.

## Lista utworów
| Nr  | Tytuł utworu                                                        | Autorzy | Długość |
| --- | ------------------------------------------------------------------- | --- | ------- |
| 1.  | „Alice” (Lsdxoxo remix)                                             | Gaga, BloodPop, Axwell, Johannes Klahr, Justin Tranter                                                                                     | 2:40    |
| 2.  | „Stupid Love” (Coucou Chloe remix)                                  | Gaga, BloodPop, Tchami, Max Martin, Ely Rise                                                                                               | 2:36    |
| 3.  | „Rain on Me” (Arca remix)                                           | Gaga, Ariana Grande, BloodPop, Nija Charles, Rami Yacoub, Boys Noize, Burns, Tchami                                                        | 4:23    |
| 4.  | „Free Woman” (Rina Sawayama & Clarence Clarity remix)               | Gaga, BloodPop, Axwell, Klahr | 3:53    |
| 5.  | „Fun Tonight” (Pabllo Vittar remix)                                 | Gaga, BloodPop, Burns, Yacoub | 2:20    |
| 6.  | „911” (Charli XCX & A. G. Cook remix)                               | Gaga, BloodPop, Madeon, Tranter | 4:13    |
| 7.  | „Plastic Doll” (Ashnikko remix)                                     | Gaga, BloodPop, Skrillex, Jacob Hindlin, Yacoub                                                                                            | 2:29    |
| 8.  | „Sour Candy” (Shygirl & Mura Masa remix)                            | Gaga, BloodPop, Burns, Yacoub, Madison Love, Teddy Park                                                                                    | 3:45    |
| 9.  | „Enigma” (Doss remix)                                               | Gaga, BloodPop, Hindlin, Burns | 4:29    |
| 10. | „Replay” (Dorian Electra remix)                                     | Gaga, BloodPop, Burns | 3:49    |
| 11. | „Sine from Above” (Chester Lockhart, Mood Killer & Lil Texas remix) | Gaga, Elton John, BloodPop, Axwell, Yacoub, Rice, Klahr, Ryan Tedder, Richard Zastenker, Sebastian Ingrosso, Vincent Ponte, Salem Al Fakir | 4:10    |
| 12. | „1000 Doves” (Planningtorock remix)                                 | Gaga, BloodPop, Yacoub, Tchami | 5:05    |
| 13. | „Babylon” (Bree Runway & Jimmy Edgar remix)                         | Gaga, BloodPop, Burns | 2:48    |
| 14. | „Babylon” (Haus Labs version)                                       | Gaga, BloodPop, Burns | 3:01    |
|     |                                                                     | | 49:41   |

## Notowania
| Lista przebojów (2021)                      | Najwyższa pozycja |
| ------------------------------------------- | ----------------- |
| Australia (ARIA Charts)                     | 31                |
| Belgia (Ultratop Flandria)                  | 67                |
| Belgia (Ultratop Walonia)                   | 119               |
| Francja (SNEP)                              | 108               |
| Holandia (MegaCharts)                       | 97                |
| Irlandia (IRMA)                             | 45                |
| Kanada (Billboard Canadian Albums)          | 89                |
| Litwa (AGATA)                               | 72                |
| Nowa Zelandia (Recorded Music NZ)           | 32                |
| Stany Zjednoczone (Billboard 200)           | 66                |
| Stany Zjednoczone (Dance/Electronic Albums) | 1                 |
| Wielka Brytania (OCC)                       | 56                |
| Włochy (FIMI)                               | 49                |